# Per Frankelius
Per Göran Marcus Frankelius, född 11 juli 1966 i Norrköpings Borgs församling, Östergötlands län, är en svensk forskare, författare och uppfinnare. 2021 är han verksam som processledare för innovationsplattformen Agtech 2030 som huvudsakligen finansieras av Sveriges innovationsmyndighet Vinnova. Han är också docent i företagsekonomi vid Linköpings universitet. Frankelius är medlem i Royal Economic Society, ledamot i Linnean Society of London och ledamot i Kungliga Skogs- och Lantbruksakademien. 

## Biografi
Frankelius forskning kretsar kring jordbruksinnovationer men har också spänt över flera andra områden relaterade till innovation inklusive medicin, DNA-teknik och operakonst. Han har publicerat cirka 500 artiklar publicerade i tidskrifter som Journal of Agronomy, Läkartidningen, Journal of High Technology Management Research och The Lancet.
Bland hans ca 20 böcker som han skrivit själv eller tillsammans med andra kan nämnas Pharmacia & Upjohn, Linné i nytt ljus, Omvärldsanalys, Företaget & Omvärlden och Marknadsföring: Vetenskap och praktik. Boken Linné i nytt ljus inkluderade den första översättningen av Linnés viktigaste bok, Systema Naturae. Boken Omvärldsanalys blev kurslitteratur i ämnet vid flera svenska universitet och boken Företaget och omvärlden valdes till årets bästa marknadsföringsbok när den utkom. 
Bland hans patenterade uppfinningar finns en precisionsharv, ett robotkoncept (tillsammans med Karola Reuterström och Mattias Larsson) och en markpackningsindikator (tillsammans med Per Eke-Göransson).